# David M. Stern

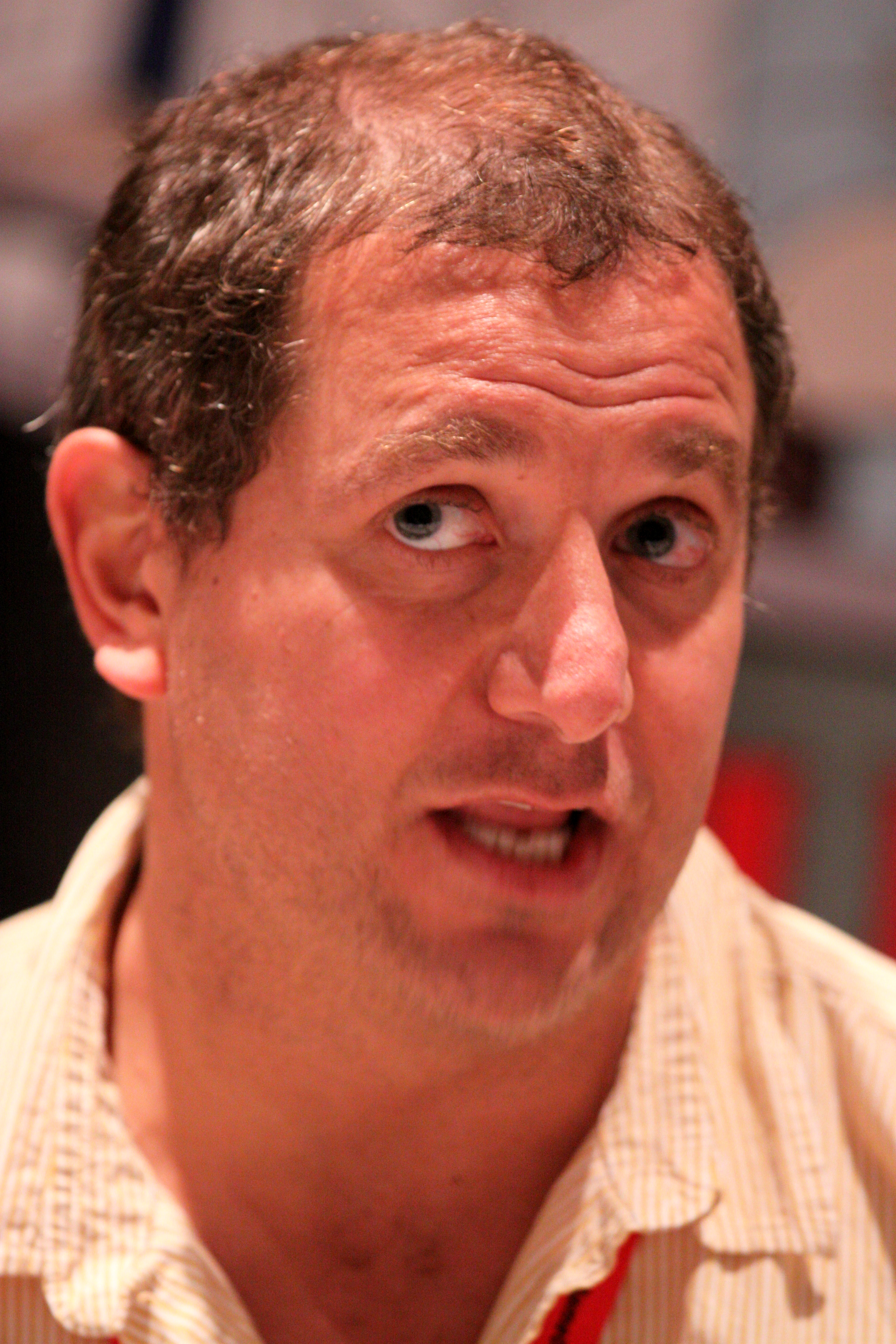
David M. Stern

David M. Stern is een Amerikaans scenarioschrijver. Hij werkte aan The Wonder Years, The Simpsons en Monk. Daarnaast was hij productieassistent in de film Mystic Pizza.

## Filmografie

### The Simpsons
- "Bart Gets an F"
- "Principal Charming"
- "Homer Alone"
- "Kamp Krusty"
- "Selma's Choice"
- "Duffless"
- "Viva Ned Flanders"
- "Marge Simpson in: "Screaming Yellow Honkers""